# Óleo
Óleo là một đô thị ở bang São Paulo của Brasil.

## Địa lý
Đô thị này nằm ở vĩ độ 22º56'29" độ vĩ nam và kinh độ 49º20'31" độ vĩ tây, trên khu vực có độ cao 682 m. Dân số năm 2004 ước tính là 3.093 người. 
Đô thị này có diện tích 197,9 km².

## Dữ liệu dân số theo điều tra dân số năm 2000
Tổng dân số: 2.994
- Dân số thành thị: 1.773
- Dân số nông thôn: 1.221
- Nam giới: 1.533
- Nữ giới: 1.461

Mật độ dân số (người/km²): 15,13
Tỷ lệ tử vong trẻ sơ sinh dưới 1 tuổi (trên một triệu người): 17,56
Tuổi thọ bình quân (tuổi): 70,34
Tỷ lệ sinh (số trẻ trên mỗi bà mẹ): 2,45
Tỷ lệ biết đọc biết viết: 91,01%
Chỉ số phát triển con người (HDI-M): 0,761
- Chỉ số phát triển con người - Thu nhập: 0,665
- Chỉ số phát triển con người - Tuổi thọ: 0,756
- Chỉ số phát triển con người - Giáo dục: 0,862

(Nguồn: IPEADATA)

### Sông ngòi
- Rio Pardo

### Các xa lộ
[[Hìnhm:SP-287 -Óleo 151207 REFON 20.JPG|nhỏ|260px|Rodovia SP-280 qua thành phố]]
- SP-245
- SP-280